# پنگوئن کوچک استرالیایی
پنگوئن کوچک استرالیایی (نام علمی: Eudyptula novaehollandiae)، که پنگوئن پری نیز نامیده می‌شود، گونه‌ای از پنگوئن‌ها از سردهٔ پنگوئن‌های کاکل‌دار کوچک از استرالیا و منطقهٔ اوتاگو در نیوزیلند است. این گونه در سال ۱۸۲۶ با نام Spheniscus novaehollandiae توصیف شد بعداً با عنوان Eudyptula minor novaehollandiae، به‌عنوان زیرگونه‌ای از پنگوئن کوچک طبقه‌بندی شد. پس از یک پژوهش در سال ۲۰۱۶، این پنگوئن دوباره به‌عنوان یک گونهٔ متمایز شناخته شد.
این گونه معمولاً بین ۳۰ و ۳۳ سانتیمتر (۱۲ و ۱۳ اینچ) رشد می‌کند و به‌طور متوسط ۱٫۵ کیلوگرم (۳٫۳ پوند) وزن دارد. سر و قسمت‌های بالایی به رنگ آبی است و پوشش‌های گوش خاکستری تیره‌ای که در زیر آن از چانه تا شکم به رنگ سفید در می‌آیند. باله‌های آن‌ها آبی رنگ است. نوک خاکستری سیاه تیره است و ۳ تا ۴ سانتی‌متر طول دارد.